# Daydream (manga)
Daydream (低俗霊DAYDREAM?, Teizokurei Daydream) è un manga seinen scritto da Saki Okuse e disegnato Sankichi Meguro, composto da 10 tankōbon. In Italia il primo volume è stato pubblicato nell'agosto 2006. Nel 2004 sono stati realizzati 4 OAV che riprendono la trama dell'opera originale. L'ambientazione del manga è quella del paranormale con diversi spunti di erotismo, quasi sempre inseriti durante le gag comiche.

## Trama
Saiki Misaki è una giovane ragazza che lavora come dominatrice sadomaso in un club privato. Il lavoro la impegna a tempo pieno ma, sotto compenso, si presta diverse volte ad indagini condotte da Soichiro Kadotake, un uomo che spesso si vede incaricato di scacciare gli spiriti che infestano luoghi di interesse o abitazioni. Saiki infatti è una negromante in grado di vedere i fantasmi e parlare con loro. La stessa Saiki ha però un misterioso potere: è infatti in grado di comandare una frusta vivente, Kinui, che porta attorcigliata al suo corpo e utilizza per difendersi dagli aggressori.
In ogni capitolo si assiste ad una nuova investigazione da parte della giovane e del suo compagno, che spesso mette questa in imbarazzo (ad esempio: cadendole addosso e aggrappandosi ai suoi vestiti la spoglia in pubblico).

## Personaggi principali
Misaki Saiki
Dominatrice e negromante. Il suo lavoro è quello di soddisfare i piaceri carnali di uomini sadomasochisti, ma anche quello di sciogliere dal legame terreno le anime in pena che infestano appartamenti e altri luoghi della città. In grado di comandare una frusta vivente, si mostra spesso matura, quasi sempre irritata da Soichiro Kadotake e Mitsuru Fujiwara.
Mitsuru Fujiwara
Compagno di Ai, insegue continuamente Misaki, che chiama "regina". È un pervertito e si serve della sua macchina fotografica per spiare la ragazza, ma a volte si rivela d'aiuto nel risolvere particolari casi.
Soichiro Kadotake
Incaricato a difesa della salute dei cittadini, spesso deve trovare il modo di sgomberare abitazioni da fantasmi e anime in pena. Ma lui è terrorizzato dai fantasmi e così lascia tutto nelle mani di Saiki.
Ai Kunugi
Studentessa e compagna di classe di Fujiwara. Vittima dell'uomo che ha ucciso sua sorella e sua nipote, viene aiutata da Saiki e presto sviluppa anche lei il potere di vedere e parlare con i morti.

## Anime
Nel 2004 sono stati tratti dalla serie 4 OAV che seguono la storia originale. Anche qui, le poche scene erotiche sono inserite in un contesto comico, come ad esempio il problema intimo di Saiki e il fanservice è quasi sempre funzionale agli sketch comici.